# International Center of Photography

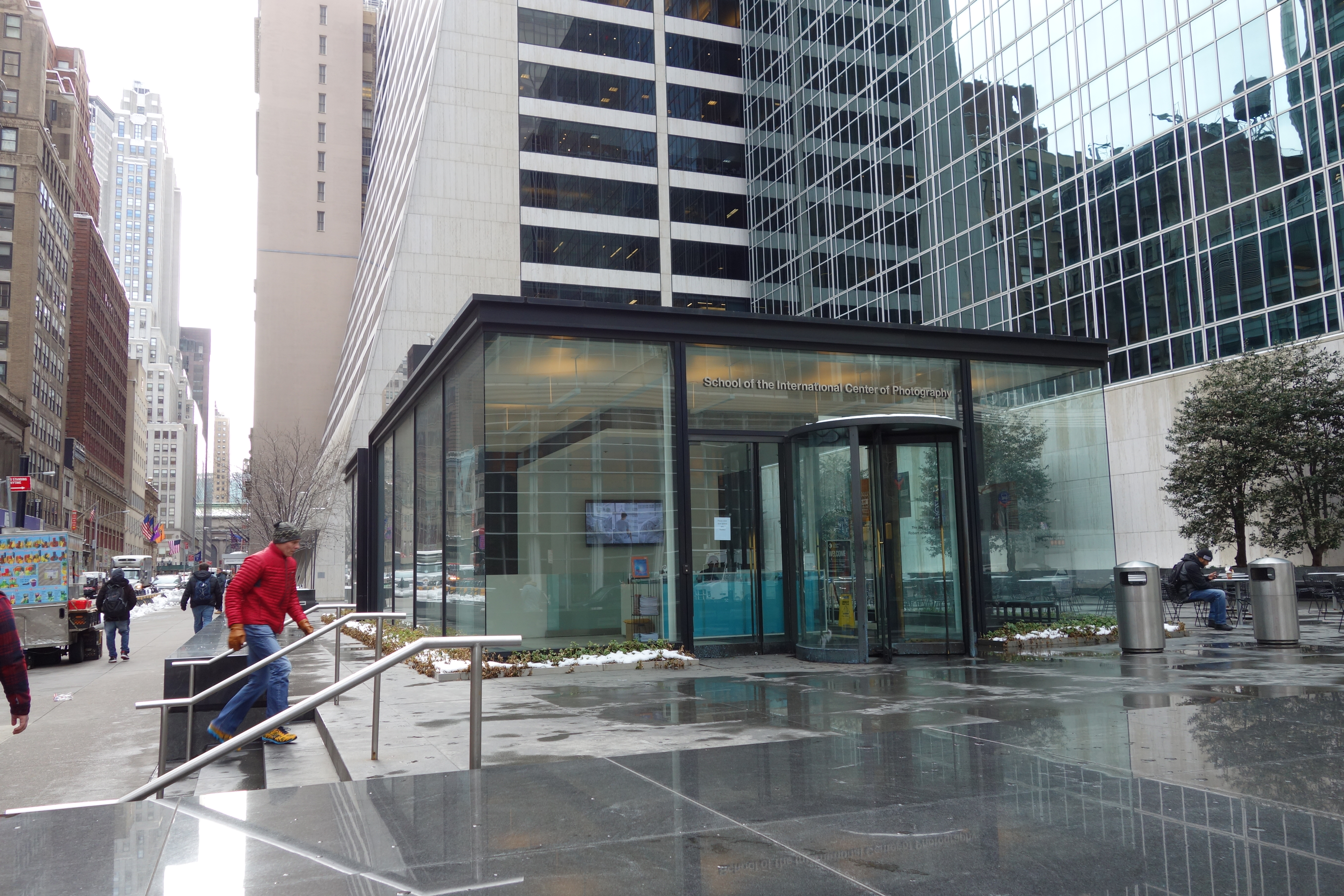
International Center of Photography, 2018.

International Center of Photography (ICP) är en permanent fotoutställning/museum på Manhattan, New York i USA. Centret ligger på 43rd Street, Sixth Avenue, i området som kallas Times Square. ICP består av School of ICP samt Museum of ICP, men ofta används namnet ICP endast för skolan. 
School of ICP är en välrenommerad fotografutbildning, belägen i Grace-byggnaden i korsningens sydöstra hörn. (Museum of ICP är beläget i korsningens nordvästra hörn.)
ICP grundades 1974 av Cornell Capa, och många framstående fotografer undervisar regelbundet på skolan.